# Ursus 15014
Ursus 15014/U-4150 – najsilniejszy ciągnik rolniczy z gamy ciągników produkowanych przez Ursus S.A. Ciągnik posiada m.in. 6-cylindrowy silnik SISU o mocy 150 koni mechanicznych, układ przeniesienia napędu firmy ZF, skrzynię biegów 40x40 oraz przestronną kabinę.

## Dane Techniczne
| Dane techniczne                      | URSUS 15014                                     |
| ------------------------------------ | ----------------------------------------------- |
| SILNIK (Marka i model)               | DEUTZ TCD CR 4.1 L4 Tier4F                      |
| Rodzaj silnika                       | turbodoładowany z chłodnicą powietrza           |
| Moc (ISO 14396) kW/KM przy obr / min | 109 / 149 - 2100                                |
| Moment obrotowy, Nm przy obr / min   | 663 / 1500                                      |
| Pojemność (cm3) / ilość cylindrów    | 4100 / 4                                        |
| Filtr powietrza                      | suchy, dwustopniowy z czujnikiem zanieczyszczeń |
| Pojemność zbiornika paliwa (litr)    | 180                                             |